# Chlebičov
Chlebičov är en ort i Tjeckien. Den ligger i den östra delen av landet, 250 km öster om huvudstaden Prag. Chlebičov ligger 275 meter över havet och antalet invånare är 1 068.
Terrängen runt Chlebičov är huvudsakligen platt, men söderut är den kuperad.Runt Chlebičov är det tätbefolkat, med 308 invånare per kvadratkilometer. Närmaste större samhälle är Opava, 5,2 km väster om Chlebičov. Trakten runt Chlebičov består till största delen av jordbruksmark.